# Залесиці-Кольонія (Мазовецьке воєводство)
Залесиці-Кольонія (пол. Zalesice-Kolonia) — село в Польщі, у гміні Вежбиця Радомського повіту Мазовецького воєводства.
У 1975-1998 роках село належало до Радомського воєводства.